# Juliusz Zieliński

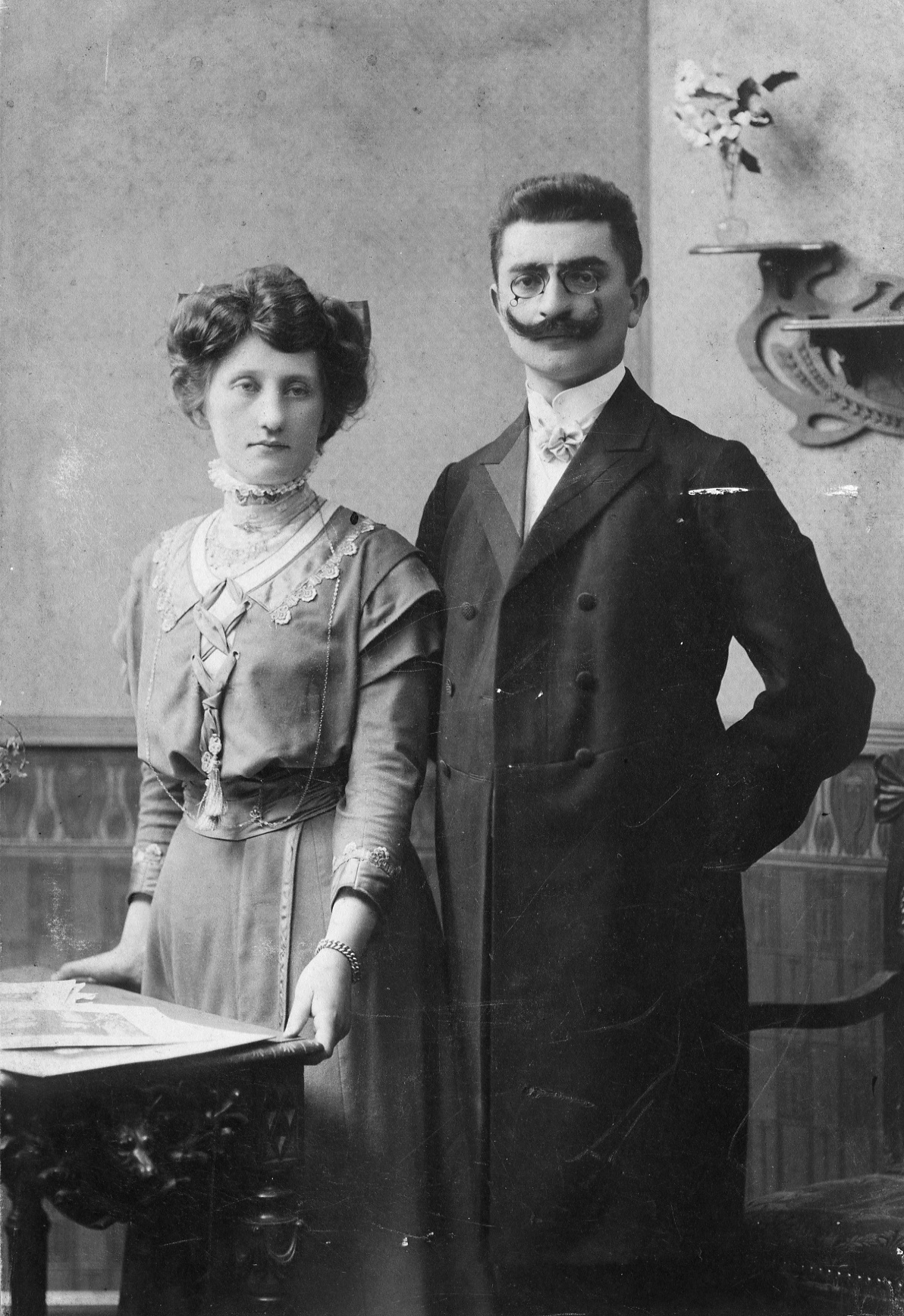
Juliusz Zieliński und Maria Domańska, 1912

Juliusz Zieliński (* 6. Mai 1881 in Komorsk, Kreis Schwetz; † 9. Januar 1944 in Dachau) war ein polnischer Lehrer. Vor dem Zweiten Weltkrieg war er Aktivist des Bundes der Polen in Deutschland (Związek Polaków w Niemczech) und Leiter der polnischen Schule in Flatow (Krajna).

## Leben

### Bis 1929

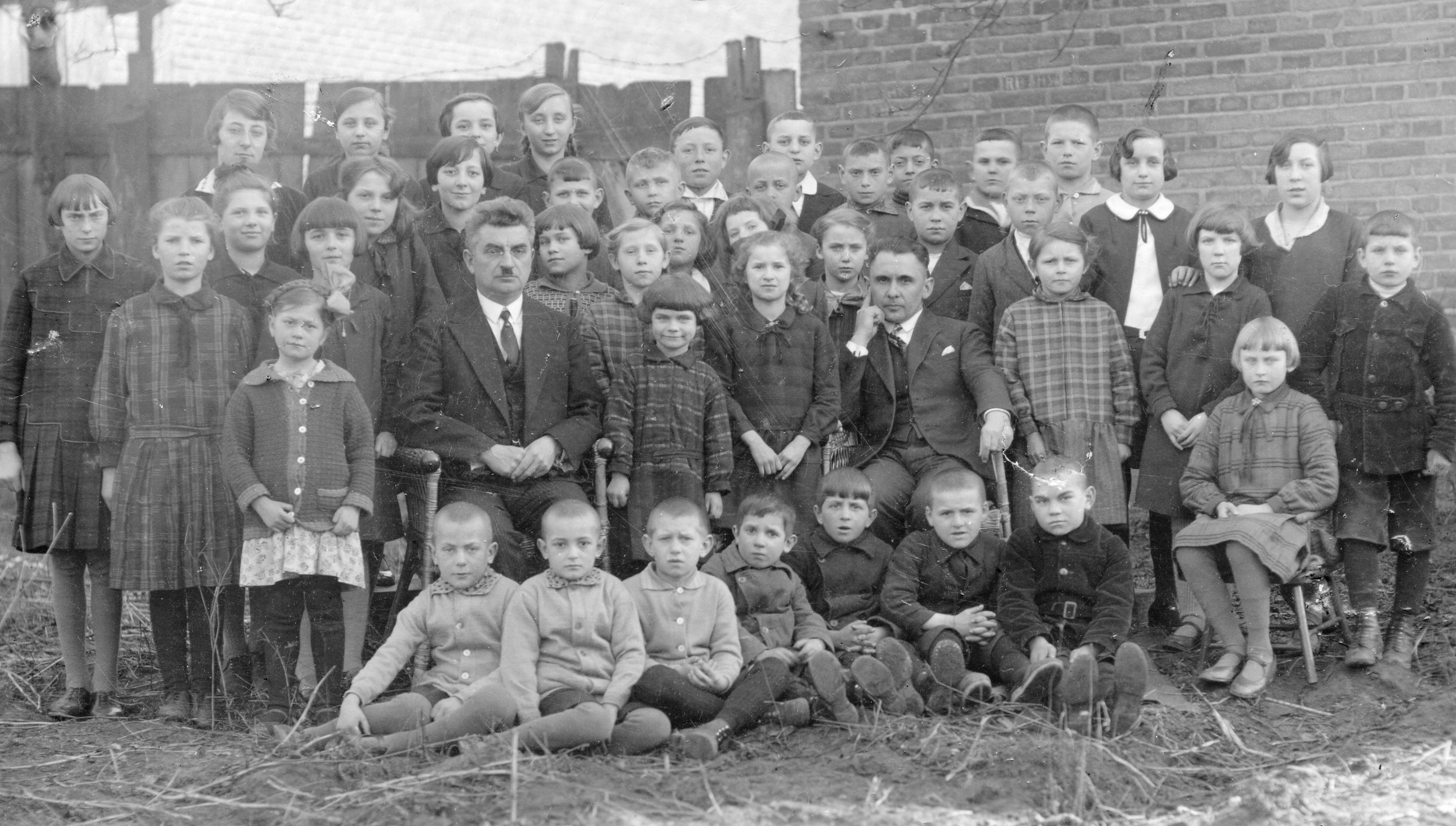
Im Kreis seiner Schüler

Juliusz Zieliński ist der Sohn des polnischen Landwirte-Ehepaars Jakub Zieliński und Weronika geb. Oszwałdowski. Das Abitur legte er im deutschen Lehrerseminar in Tuchel ab und ab dem Schuljahr 1901/1902 begann er seine Lehrerlaufbahn an Grundschulen, zunächst in Kozłowo, dann in Buk Pomorski (Kreis Brodnicki) und ab 1912 in Białochowo, wo er im November desselben Jahres Maria Domański heiratete, Tochter des Lehrers Franciszek Domański und Schwester des Priesters Bolesław Domański. Die Schule in Białochowo übernahm er von seinem pensionierten Schwiegervater.
Während des Ersten Weltkrieges wurde er als preußischer Bürger in die deutsche Armee am 12. Januar 1915 berufen. Nach einer Schulung schickte man ihn an die Ostfront gegen Russland als Sanitäter im Unteroffiziergrad. Dort wurde er Anfang August in der Schlacht bei Narew verwundet. Nach der Genesung wurde er im Oktober nach Frankreich versetzt – in Stellungen an den Flüssen Somma und Oise; dort blieb er bis Januar 1916.  Nach mehrmaligen Aufenthalten im Krankenhaus wegen Herzinsuffizienz entließ man ihn am 17. August 1916 aus der Armee. Er kehrte zur Familie nach Białochowo zurück und nahm seine Arbeit im Schulwesen wieder auf.
In den Jahren 1919–1920, nach der nationalen Wiedergeburt Polens, wirkt er am Aufbau des polnischen Staatswesens mit, er war u. a. Kommandant der Bürgerwehr, dann, am 14. Januar 1920, ernannte ihn der Landrat von Grudziądz (Graudenz) zum Kreisvorsteher für den Kreis Dusocin und einen Tag später auch zum Standesbeamten für den Kreis Białochowo.
Noch im selben Jahr siedelte er mit seiner Familie aus  Białochowo nach Szembruczek um, wo er Schulleiter wurde. Am 14. August 1920 ernannte ihn der Kreiskommandant der Volkswehr in Graudenz zum Kommandanten der 18. Kompanie der Volkswehr für den Kreis Łasin. Er war auch Mitglied einer Kriegsteilnehmerorganisation – des Bundes der Aufständischen und Krieger.

### 1929 bis 1939

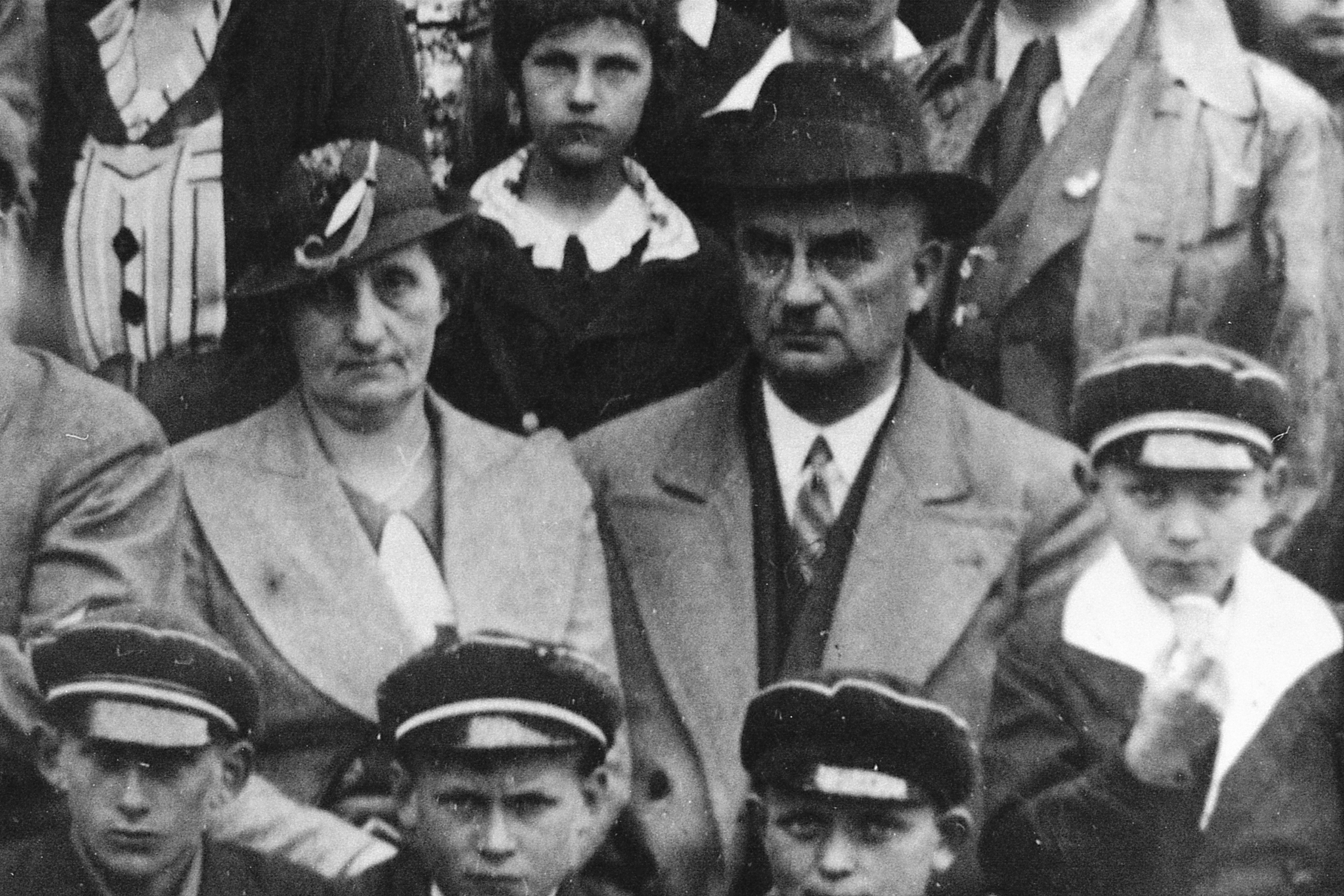
Mit Frau und Schüler während des Ausflugs nach Wieliczka (Groß Salze)

1929 wurde Juliusz Zieliński vom Schulwesen in Polen beurlaubt und an die polnischen Schulen im Ausland geschickt. Am 1. Juli kam er an die neugegründete Schule in das deutsche Flatow. Seit dem Schuljahr 1929/30 war er Leiter der Schule. Während dieser Zeit lebte er vorwiegend im Ausland, getrennt von der Familie (er hatte eine Tochter Irena und zwei Söhne: Edward und Henryk). Er besuchte seine Heimat immer nur für kurze Zeit. Zusammen mit anderen Lehrern der Schule prägte er das Kulturleben des Flatower Landes, er organisierte Ausflüge nach Polen (u. a. nach Wieliczka (Groß Salze)), Posen, Częstochowa (Tschenstochau) und Kraków (Krakau) übte mit den Kindern kleine Theaterstücke zu verschiedenen Anlässen ein (z. B. vor Weihnachten), hielt Ansprachen und Vorträge für die Eltern und unterstützte manchmal die Organisation solcher Vorträge (zusammen mit Józef Mozolewski und Izydor Mackowicz) finanziell.
Als Aktivist der polnischen Minderheit in Pommern besuchte er oft seinen Schwager im nahegelegenen Buschdorf (Zakrzewo), den Pfarrer Bolesław Domański,  den „Priester Paten“ der Polen im Deutschen Reich, seit 1931 Vorsitzenden des Bundes der Polen in Deutschland (Związek Polaków w Niemczech). Zusammen mit Pfarrer Domański und Lehrer Kania leitete Zieliński die Tätigkeit der Jugendgesellschaft in Buschdorf.
Juliusz Zieliński war Leiter des Konferenzkreises Flatow, hielt hier Vorträge sowohl für andere Lehrer als auch für weitere Kreise der Polen im Flatower Land, Mitglieder des Bundes der Polen in Deutschland. Eine seiner Beurteilungen seitens der Schulbehörden lautet: 

„...umiał znaleźć mnóstwo dróg i sposobów do konsekwentnego wcielania w życie moralnych i kulturalnych wartości własnego Narodu, wdrażając powierzoną sobie młodzież do śmiałego i czynnego wyznawania przekonań polskich“

„…er wusste viele Wege und Methoden zu finden, um die kulturellen und moralischen Werte des eigenen Volkes in die Tat umzusetzen, leitete die ihm anvertraute Jugend an, sich zu ihrem Polentum mutig und aktiv zu bekennen.“

### Seit 1939

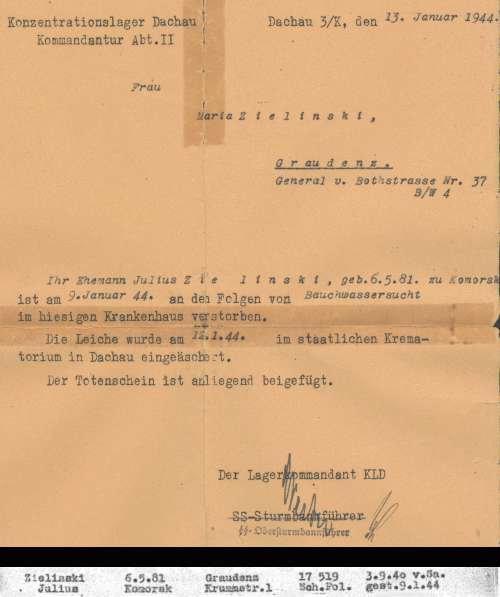
Todesnachricht und Eintrag im KZ-Buch

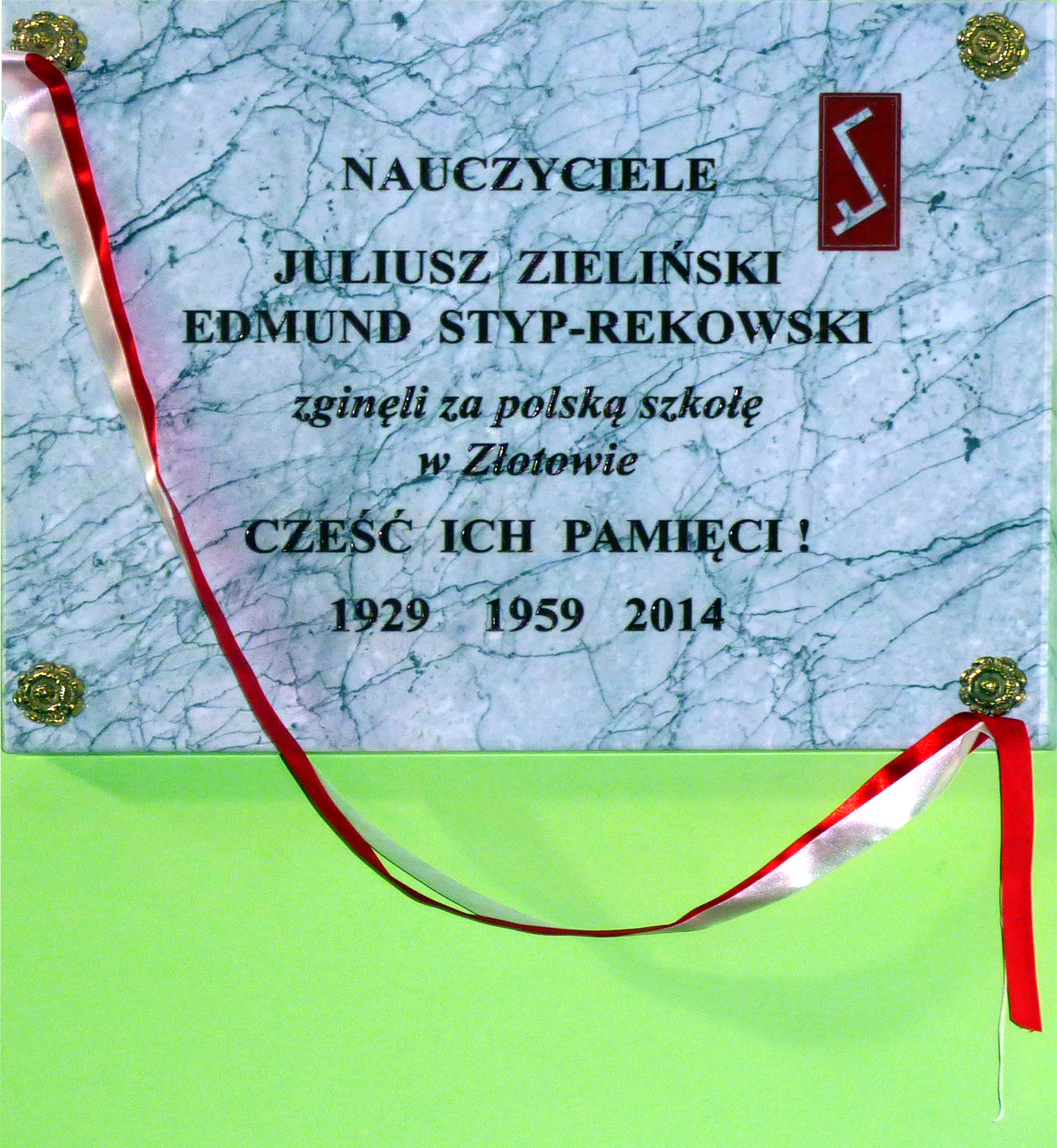
Gedenktafel an der Wand der Grundschule Nr. 1 in Złotów

Mit Beginn des Zweiten Weltkriegs hielt sich Juliusz Zieliński mit der Familie in Graudenz auf. Er flüchtete mit seiner Frau nach Osten. Auf diese Weise konnte er den Hinrichtungen polnischer Lehrer entgehen,  die nach dem Einmarsch deutscher Truppen stattfanden. Nach Warschaus Niederlage kehrte er mit Familie nach Graudenz zurück. Hier wurde er bald, Anfang Oktober 1939, mit einer ganzen Gruppe lokaler Intellektueller vom Selbstschutz verhaftet. Er wurde in einem  „Ost-Internat“, der in ein Gefängnis für Polen umgestaltet wurde,  gefangen gehalten. Wegen des Vorwurfs, „deutsche Kinder in Flatow polonisiert zu haben“ verhörte man ihn oft. Nach wenigen Wochen, am 8. Dezember 1939 wurde er freigelassen.
Zusammen mit seiner bei ihm verbliebenen Familie (d. h. nur noch mit seiner Frau und der Enkelin) verbrachte er die Wintermonate bis März 1940, bis ihn die Gestapo verhaftete (beide Söhne waren in Gefangenschaft geraten, sein Schwiegersohn hielt sich vor den Deutschen verborgen in seine Tochter Irena hatte man aus der Wohnung verwiesen). Er war ein paar Tage im Gefängnis in Graudenz und wurde danach mit anderen Gefangenen mit unbekanntem Ziel abtransportiert. Nach einigen Wochen kam die Nachricht, dass er sich im KZ Sachsenhausen befindet. Im September 1940 kam er ins KZ Dachau, wo er die Lagernummer 17519 erhielt. Dort verstarb er im Januar 1944, laut offizieller Meldung wegen „Bauchwassersucht“. Unterdessen wurde seine Wohnung in Graudenz beschlagnahmt, seine Frau musste außerhalb der Stadt leben. Sie verstarb im Jahr 1948.